# NGC 6971
NGC 6971 је спирална галаксија у сазвежђу Делфин која се налази на NGC листи објеката дубоког неба.
Деклинација објекта је + 5° 59' 43" а ректасцензија 20h 49m 23,7s. Привидна величина (магнитуда) објекта NGC 6971 износи 13,8 а фотографска магнитуда 14,6. NGC 6971 је још познат и под ознакама UGC 11637, MCG 1-53-2, CGCG 400-3, PGC 65462.